# EBay
eBay — це великий всесвітній вебсайт електронної комерції та аукціонний дім для купівлі та продажу більшості видів нових та вживаних товарів. eBay Inc. — американська компанія, яка керує сайтом eBay.com, і сприяє продажам між споживачами та бізнес-споживачам за допомогою цього веб-сайту. Штаб-квартира eBay розташована в Сан-Хосе, Каліфорнія. eBay.com має міжнародні локалізації.
До групи eBay Inc. також входять міжнародна система здійснення електронних платежів PayPal, сервіси VoIP та ін. Раніше також включав Skype, який 10 травня 2011 року купила Microsoft. У березні 2010 року компанія придбала 49 % акцій платформи електронної комерції Magento.
25 січня 2024 року стало відомо, що Найбільший у світі інтернет-аукціон eBay скоротить близько 1 тис. робочих місць, тобто 9% свого штату. 

## Історія

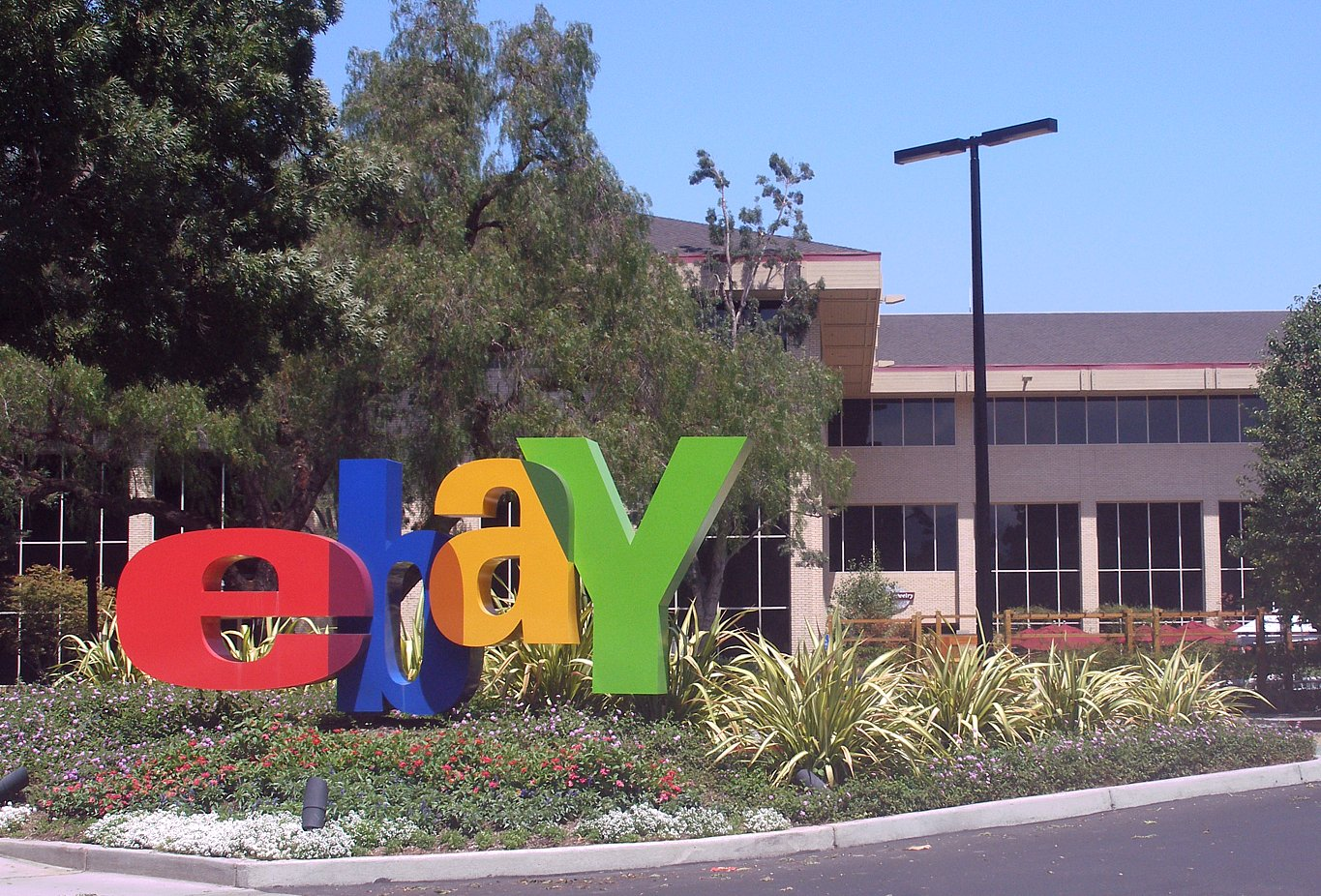
Штаб-квартира eBay в Сан Хосе, штат Каліфорнія, США.

Інтернет-аукціон було засновано з назвою AuctionWeb в місті Сан Хосе, Каліфорнія, США, 5 вересня 1995 року уродженцем Франції ірансько-американського походження П'єром Омідяром (Pierre Omidyar). П'єр Омідьяр народився 21 червня 1967 року. В університеті він вивчав програмування, а 1991 року після навчання разом із друзями створив невелику фірму InkDevelopment, яка згодом було перейменовано в eShop. В 1996 році, коли інтернет вже почав розвиватися у повному масштабі, компанію eShop купила ще маловідома Microsoft. А сам Омідьяр ще у період eShop працював програмістом у компанії General Magic. Наречена Омідьяра Памела збирала коробочки з-під цукерок Pez. У його її бракувало всього кілька примірників, зате були надлишки, що вона хотіла обміняти чи продати. Щоб допомогти улюбленій, Омідьяр відкрив 4 вересня 1995 в Сан-Хосе сайт і розмістив власноручно написану програму, що дозволяла продавати речі в онлайні.
Хоча інтернет-торгівля тоді не була новиною, але сайт Омідьяра мав особливість: купівля-продаж у ньому відбувалася у формі аукціону. Ця обставина і стала вирішальною. Аматорський проєкт моментально набув популярності. Спочатку проєкт Омідьяра називався Auction Web і був некомерційним. Але вже через кілька місяців провайдер попередив П'єра, що трафік його сайту дуже великий, отже потрібно або платити набагато більше, або міняти хостинг. Закривати проєкт Омідьяр не хотів, тому разом із Джеффом Сколлом вирішив зробити Auction Web платним, тобто брати з користувачів певну платню за розміщення лотів з аукціону й невеличкі комісійні за підсумками угоди.

## Реєстрація
Першим кроком для участі в цьому інтернет-ринку є реєстрація, для цього потрібно вказати свою адресу, електронну пошту, вибрати нікнейм. Також потрібно мати кредитну або дебетову картку чи рахунок Paypal.

## Пошук товару
Пошук товару доступний і без реєстрації. В найпростішому варіанті проводиться тільки за ключовими словами. Пошук можна уточнити завдяки категоріям і фільтрам.
Доступні наступні фільтри:
- країна місцезнаходження продавця;
- відстань продавця від вашого дому, яку можна регулювати від 15 до 3000 км;
- товари, що можна придбати миттєво (Buy It Now);
- товари з швидкою доставкою (Get It Fast).

Також можна переглянути лоти, що вже закінчилися на такі ж товари. Зручна функція, як для продавців так і для покупців для того, щоб оцінити стан ринку.

## Типи лотів
Інтернет-ринок передбачає один з трьох типів лотів:

### Аукціон
- Аукціон — торги, коли товар отримує той, хто запропонує більшу суму за товар. Кожен товар виставляється на продаж на певний термін, і як правило, змагання за товар відбувається на останніх хвилинах та секундах лоту. Немає сенсу робити ставку задовго до закінчення лоту.

Ціна лоту може починатися з будь-якої суми, виставленої продавцем.
- Максимальна ставка

Ціна за товар збільшується з певним кроком, проте є можливість одразу зробити ставку (bid) поставивши максимальну ціну (maximum bid), яку ви погоджуєтеся заплатити. Але це ще не значить, що ви заплатите саме стільки, цілком можливо, що ви придбаєте товар дешевше. У випадку такої ставки, ціна, яку ви заплатите за товар — мінімальна сума, яка перевищує пропозицію конкурентів.
Часом виникають ситуації, коли покупець робить ставку, а система миттєво повідомляє, що хтось вже зробив більшу ставку. Це є ознакою того, що хтось раніше вже встановив свою максимальну ставку, і система автоматично збільшує поточну ставку.
- Мінімальна ціна

Продавець має право поставити мінімальну ціну (Reserve), за яку він продасть товар. Переможець аукціону не отримує товар, якщо його ставка менша за мінімальну ціну.
У випадках аукціону успішне придбання товару залежить також від:
- везіння — часто при ідентичних лотах один лот має популярність, інший ні, це також може залежати від часу закінчення лоту;
- стабільності комп'ютера — у момент оплати може зависнути браузер;
- надійності інтернет-з'єднання — якщо перезавантаження сторінки займе забагато часу, може виявитись, що покупця випередили всього на долар;
- інших конкурентів — інколи азарт аукціону затягує настільки, що деякі користувачі, переважно новачки, піднімають ціну настільки, що вона стає вищою за Buy It Now.

### Buy It Now (Best Offer)
Якщо покупець не має часу слідкувати за лотами, то він може купити товар миттєво — Buy It Now. Також купувати Buy It Now варто, якщо товар рідкісний. Очевидно, товар придбаний Buy It Now буде дорожчим за аукціон, але не завжди суттєво. У деяких випадках Buy It Now може бути вигіднішим за аукціон.
Часто на лот Buy It Now виставляється більш ніж одна одиниця товару. У такому випадку покупець може придбати не одну одиницю товару і зекономити на доставці: усі товари будуть доставлені йому одним пакунком (combined shipping) — це вийде дешевше, ніж купувати окремо. Combined shipping може бути застосований і при купівлі різних товарів, на різних лотах, але про це треба домовлятися з продавцем.
Інколи, виставляючи лот з можливістю миттєвої купівлі, продавці дають можливість покупцям запропонувати свою ціну (Best Offer) за товар. У випадку згоди продавця, покупець зобов'язаний купити товар.

### Комбінований спосіб продажу
Це коли товар можна купити миттєво або поторгуватися. Якщо покупець бере участь в аукціоні, тоді не можна бути застрахованим від того, що хтось інший не купить цей товар Buy It Now.

## Оплата
Оплату товару можна здійснювати різноманітними способами (Paypal, кредитка, Money Order, чек). Найпоширенішим і найбезпечнішим способом оплати є оплата за допомогою PayPal.

## Рейтинги учасників
Кожен учасник інтернет-ринку Ebay має свій рейтинг. Рейтинг формується на основі проведених транзакцій: враховується їх кількість та відгуки партнера по операції. Після оплати товару і його отримання покупцем, кожна з сторін робить відгук (feedback) про свого партнера по операції (продавець може зробити це раніше, як тільки отримає гроші від покупця).
Відгук може бути трьох типів — позитивний, нейтральний та негативний. При виборі продавця слід керуватися кількістю його транзакцій та рейтингом.
Продавці, які мають великі обсяги продаж і більш ніж 98 відсотків позитивних відгуків, отримують звання Power Seller, що безперечно є ознакою солідності, викликає довіру покупців, і як наслідок, збільшує кількість клієнтів.
При виборі продавця слід бути дуже уважним, при малій кількості проданого товару, 100 % позитивні відгуки, ще нічого не означають. Але якщо рейтинг продавця нижчий, це також ще не є ознакою його нечесності. Ebay надає статистику користувача за останній місяць, півроку та рік. Тому варто переглянути відгуки покупців про нього, оскільки часом причиною негативних відгуків є саме покупці. Неуважне прочитання опису товару (новий, майже новий) та умов доставки (деякі продавці виставляють дуже високу вартість), призводить до негативних відгуків.

## Якість товару
На інтернет-ринку продають майже все, тому, відповідно, і якість буває різноманітна. Як правило, опис стану та якості товару зводиться до наступних:
- Brand New та New, NIB (New In Box);
- Reconditioned;
- Refurbished;
- Like new, Mint, Used.

Перша категорія — новий товар. Можливі уточнення, наприклад, новий, але без коробки, новий, але коробка розпакована і т. д.
Наступні категорії загалом відносяться до однієї — вживані речі, але існують нюанси: Recondiotioned — товари, які з тієї чи іншої причини були повернуті виробникові, були оглянуті, протестовані, замінені деякі частини, якщо це було необхідним. Потім ці речі були знову запаковані в оригінальну упаковку, всі аксесуари, як правило, нові. Фактично, це ремонтовані товари. На них поширюється гарантія, на короткий термін (як правило 90 днів).
Refurbished — товари, які з тієї чи іншої причини були повернуті продавцеві, мали косметичні ушкодження (подряпини), отримали ушкодження при транспортуванні, демонстраційні одиниці, чи навіть нові, але морально застарілі моделі. У випадках подряпин, виробник може замінити корпус товару, але він все одно потрапляє в категорію Refurbished. Like new, Mint, Used — такий товар, як правило можна купити «з рук», тобто просто товар, який був у вжитку. Like new означає, що на вигляд як новий, без подряпин. Mint та Used — означає, що сліди користування помітні.

## Доставка і страхування
Перед аукціоном eBay дозволяє продавцю обрати, які варіанти доставки пропонувати:
- звичайна пошта,
- експрес-пошта
- кур'єрська служба.

При виборі товару і оптимальної ціни завжди слід звертати увагу на вартість доставки і страхування. Інколи продавці намагаються отримати більший прибуток за товар, встановлюючи ціну доставки неадекватно високою. Це, звичайно, не дуже порядно, але це їх право і покупцю просто треба бути уважним, щоб не купити товар, вартість доставки якого робить вашу покупку абсолютно невигідною (така поведінка продавців, інколи призводить до негативних відгуків від покупців, хоча вони є необґрунтованими).
Вартість страхування може бути включена у вартість доставки, може бути на вибір покупця (optional), а може бути взагалі відсутня. Як правило, вартість страховки не є високою. Якщо «на вибір» (optional) і товар цінний, не варто економити 2-5 доларів. У випадку, якщо посилка загубиться, втрата буде вагомішою.

## Інформація про лоти у форматі RSS
Останнім часом Ebay запровадив можливість отримувати інформацію про лоти за допомогою сервісу RSS. Тобто сформувавши на аукціоні запит на товар, який вас цікавить, можна скопіювати лінк на RSS-канал, який знаходиться внизу на сторінці з результатами пошуку у ваш RSS-агрегатор і постійно слідкувати за новими лотам на ринку.
Великим недоліком цього сервісу є те, що користувач не бачить ціни доставки та страховки, тобто невідома остаточна ціна товару.

## Філії аукціону
- США (англ.)
- Австралія (англ.)
- Велика Британія [Архівовано 22 квітня 2022 у Wayback Machine.] (англ.)
- Німеччина [Архівовано 22 квітня 2022 у Wayback Machine.] (нім.)
- Канада (англ.)
- Іспанія [Архівовано 22 квітня 2022 у Wayback Machine.]